# Hygrochilus parishii
Hygrochilus parishii är en orkidéart som först beskrevs av Veitch och Heinrich Gustav Reichenbach, och fick sitt nu gällande namn av Ernst Hugo Heinrich Pfitzer. Hygrochilus parishii ingår i släktet Hygrochilus och familjen orkidéer. Inga underarter finns listade i Catalogue of Life.

## Bildgalleri

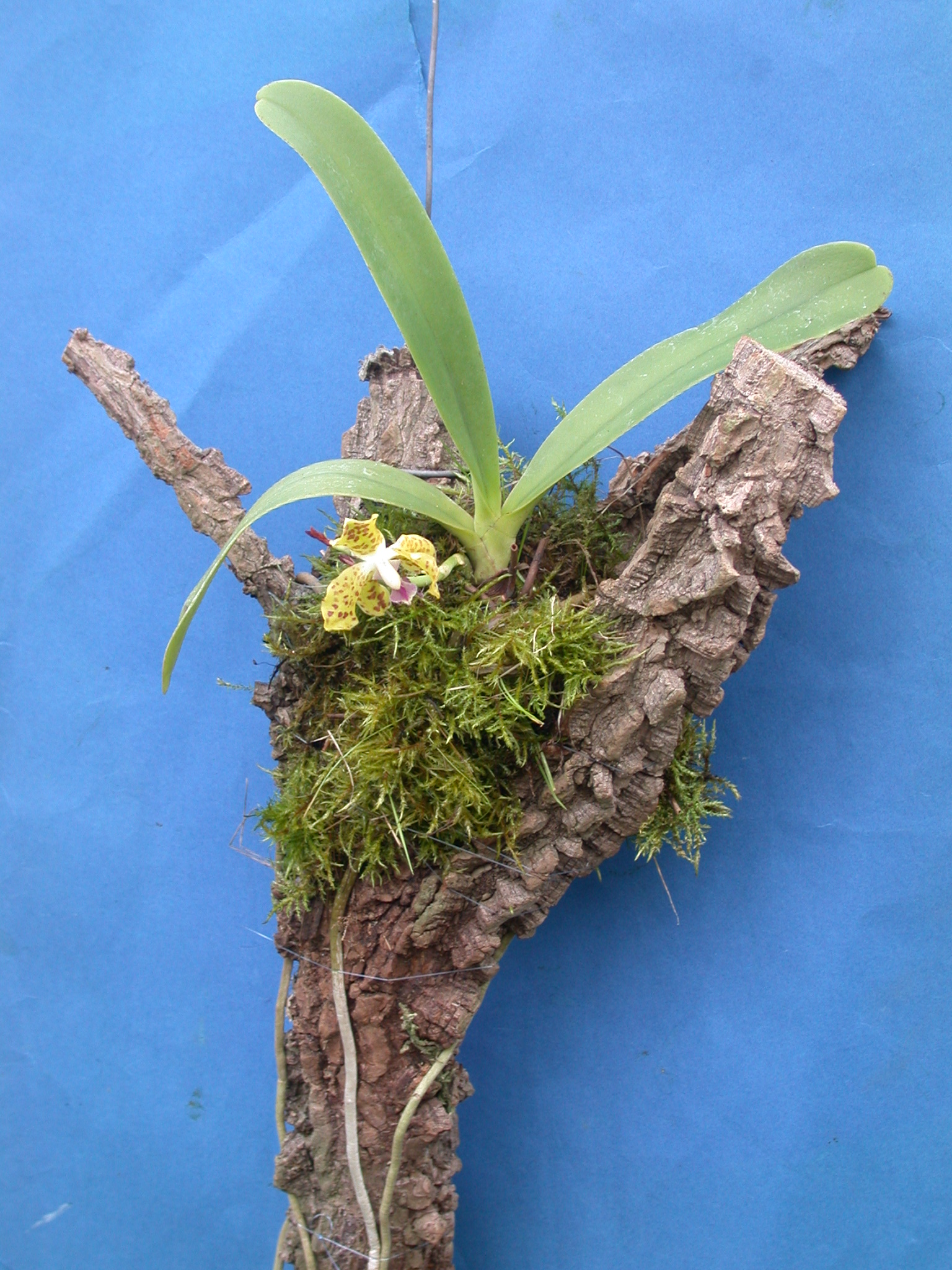
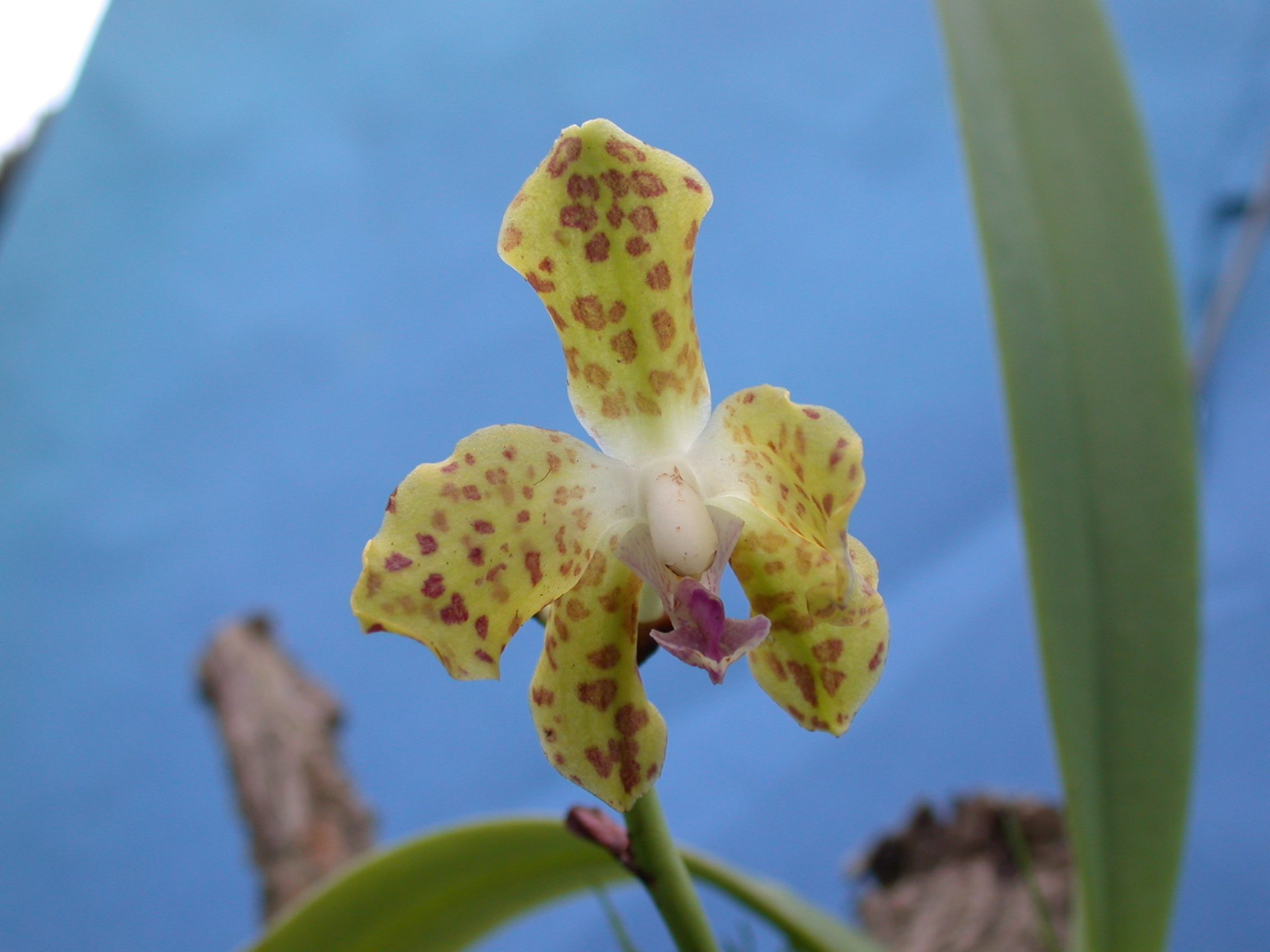